# غوستاف نيلسن
غوستاف نيلسن هو لاعب رماية دنماركي، ولد في 21 أبريل 1910 في فريكشهاون في الدنمارك، وتوفي في 25 يونيو 1973.

## وصلات خارجية
- غوستاف نيلسن على موقع أوليمبيديا (الإنجليزية)